# 엄지발가락

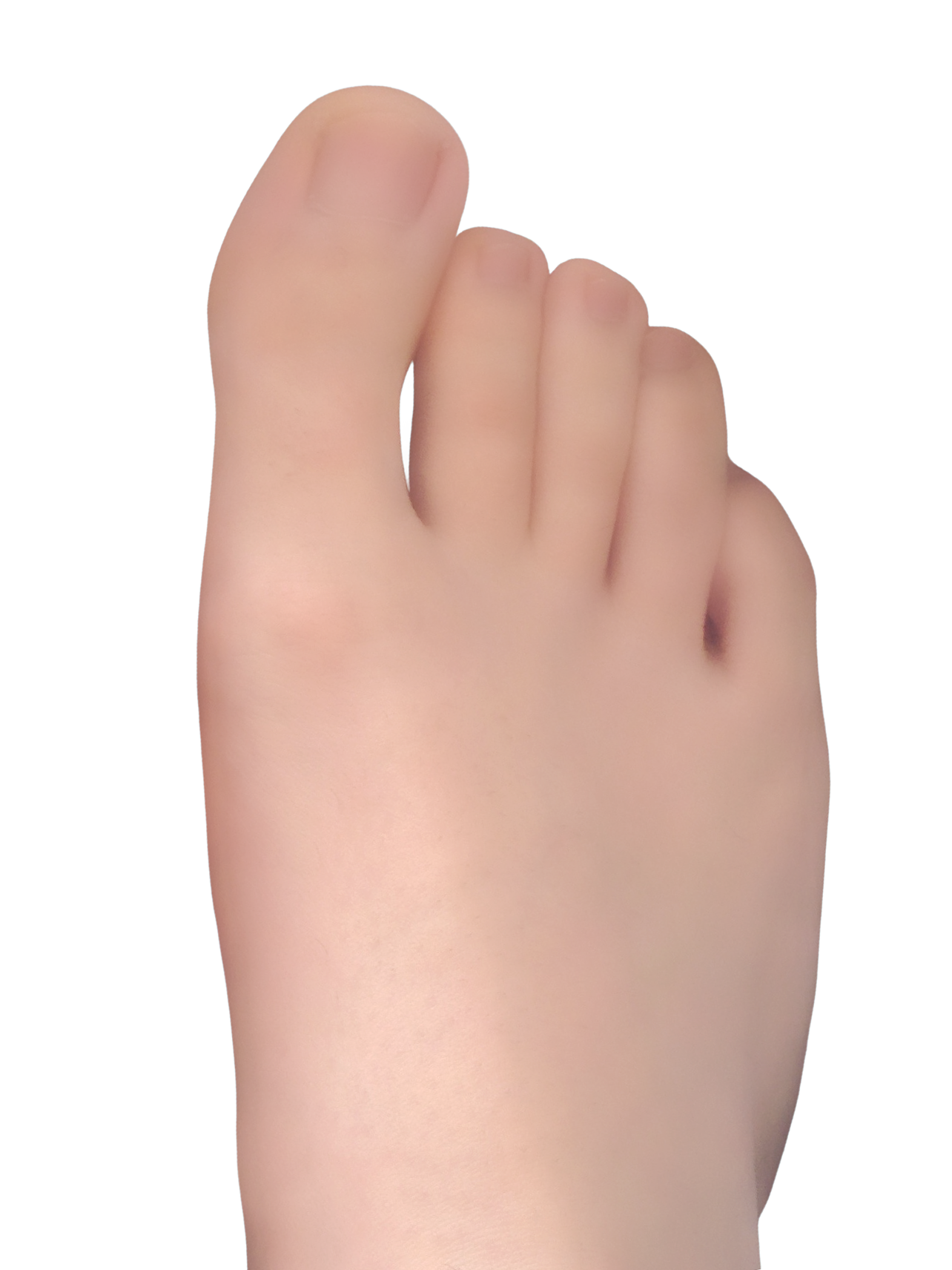
오른발의 경우, 가장 왼쪽에 있는 발가락이 엄지발가락이다.

엄지발가락은 가장 안쪽에 위치한 발가락으로, 발가락 중 가장 굵다. 인간의 경우 나머지 네 발가락과 같은 방향을 향해 있으나, 다른 영장류는 엄지발가락이 엄지손가락처럼 나머지 네 발가락과 마주본다.